# Powiat Koniński
Der Powiat Koniński ist ein Powiat (Kreis) in der polnischen Woiwodschaft Großpolen. Der Powiat hat eine Fläche von 1578,71 km², auf der etwa 130.000 Einwohner leben. Die Bevölkerungsdichte beträgt 82 Einwohner/km² (2019).

## Gemeinden
Der Powiat hat 14 Gemeinden, davon fünf Stadt-und-Land-Gemeinden und neun Landgemeinden.

### Stadt-und-Land-Gemeinden
- Golina (Golina)
- Kleczew (Kleczew)
- Rychwał (Rychwal)
- Ślesin (Slesin)
- Sompolno (Sompolno)

### Landgemeinden
- Grodziec (Grodziec)
- Kazimierz Biskupi (Kazimierz Biskupi)
- Kramsk (Kramsk)
- Krzymów (Krzymow)
- Rzgów (Rzgow)
- Skulsk (Skulsk)
- Stare Miasto (Stare Miasto)
- Wierzbinek (Wierzbinek)
- Wilczyn (Wilczyn)